# コトリン型駆逐艦
コトリン型駆逐艦（コトリンがたくちくかん、英語: Kotlin-class destroyer）は、ソ連海軍の駆逐艦の艦級に対して付与されたNATOコードネーム。ソ連海軍での正式名は56型駆逐艦（ロシア語: Лидеры эсминцев проекта 56）、また「スポコーイヌイ」をネームシップとしてスポコーイヌイ級駆逐艦（Spokoiny-class destroyer）と称されることもある。「コトリン」はロシアの「コトリン島」あるいはこれに因んで命名された帝政ロシア時代の水雷艇の名称に由来する。

## 来歴
56型は、「改41型」という位置付けで1951年夏より計画が開始された。この年の6月2日付けのソ連政府第1867-891号政令により、計画は正式に「41型のスペック変更型」という規定がなされた。政令は、戦後初めて設計された41型駆逐艦の過大な排水量に不満を感じたヨシフ・スターリンがその小型化を求めたことによると考えられている。41型は失敗と看做され、1番艦の「ネウストラシムイ」1 隻が建造されただけに終わっている。56型は41型反対派によって設計が進められたが、その具体的進展については正式には公表されていない。恐らくは、「ネウストラシムイ」の建造が開始された頃に56型の設計が開始されたと考えられているが、これはつまり41型の是非が問われる以前に「発展型」の開発が始められていたということになる。
結局のところ、56型の目的を明確化することはできない。少なくとも言えるのは、発注側（ソ連海軍）ではなく産業側の要求で計画は作成されたということである。計画が進む中で、設計陣も41型の最も主要な監督官に代わった。開発要求では、スペックは41型との比較において、排水量で3770 tに対し3150 t、速力は36 knに対し39 kn、航続距離は5500 浬に対し4000 浬、行動期間は20日間に対し10日間、主要兵装は4 基の小型砲塔に収められた45 mm安定式連装自動砲SM-16に対し4 基の45 mm非安定式連装自動砲SM-20-ZiFとされた。56型の計画では、従来予定された41型駆逐艦110 隻の建造計画に対し、100 隻の同型艦の建造が予定された。このように、41型の排水量を抑えて速力と航続距離を増すよう修正をした結果、「発展型」の性能は本質的に低下させられた。計画はすぐに見直され、速力と航続距離はそこまで重視しなくてもよいこととされた。それでもなお、1954年4月4日付けの第1648-592号政令では3230 tの排水量と38.5 knの速力が要求された。

## 設計
前計画との間に、基本的な変更要素は存在しなかった。最大の変更点は、構造上のものであった。船体形状は要求された排水量における装備品と機関配置のために最適の形状とされ、殊のほか航洋性は優れていたが航続距離にはやや不満が残った。荒天時の対策としては、隔室の防水設備の改良が行われた。上部甲板には増築された上部構造が設置され、軽量化と経済性向上のためこれはすべてアルミニウム製とされた。しかし、この構造は容易に変形し、またひどい振動を招いた。1番艦の建造中に3度も修理が行われ、最終的には完全な鋼鉄製に改められてしまった。コトリン型駆逐艦は、破片から艦を防禦する装甲を有していた。司令塔、艦橋周り、魚雷発射管防禦壁、機関室覆い、最初の1発を装填する砲弾起重機には10 mm、主砲砲には20 - 40 mmの装甲が施された。
エンジン出力は、41型の66,000馬力から72,000馬力に強化された。しかしながら、エネルギー転換効率は41型の79 %より5 %悪化の74 %となった。最終的に1番艦「スポコーイヌイ」の海上公試において明らかになったのは、41型の完全な繰り返しとなる不十分な速力であった。41型より400 t少ない排水量で、10000 馬力も大きな出力を持つ機関を搭載し、「スポコーイヌイ」が達成できたのはただネウストラシームイより1 kn早いだけの速力であった。特別審理が行われ、主任技師がその責任を問われた。その結果、56型でも彼の設計した41型とまったく同じ艦尾・スクリュー・操舵装置の「正しくない」設計が論理的に明らかにされた。スポコーイヌイは艦尾を新しい「正しい」設計に変更する必要に迫られた。この変更は比較的すばやく、また十分に行われた。その結果、56型の速力は39 kn近くに達するようになった。特に優れていたのは「ナストーイチヴイ」で、1957年の海上公試において41 kn以上の速力を発揮した。尤も、その速力はその後の改修によりすぐに失われてしまったが。また、最大稼動時に機関の冷却水が非常に高温に達することも問題であった。また、結局のところ1 隻の56型駆逐艦も要求された航続距離を実現することはできなかった。ただ、燃費は当時の標準的な駆逐艦である30-bis型（スコーリイ級）の1.8倍となり、大きく改善された。しかしながら、試験における審査員の総合的な評価は30-bis型に及ばず、特に巡航速度が劣ることを指摘された。

## 配備
コトリン型駆逐艦の海軍への登録は1952年より開始され、1955年の時点ですでに5 隻が在籍した。最初の「スポコーイヌイ」は1956年6月27日に竣工し、赤旗受賞バルト艦隊へ配備、同年10月から11月に追加試験を受けた。最終的に、コトリン型駆逐艦はソ連国内の3つの造船工場で27 隻が建造されたに留まった。
建造されたコトリン型駆逐艦は全艦がソ連海軍で運用され、一部がロシア海軍に継承された。「スプラヴェドリーヴイ」はポーランドへ引き渡され、ワルシャワとしてポーランド海軍で運用された。
中華人民共和国では、タリン型を元に、コトリン型を参考にした旅大型駆逐艦を開発・建造している。

### サブタイプ

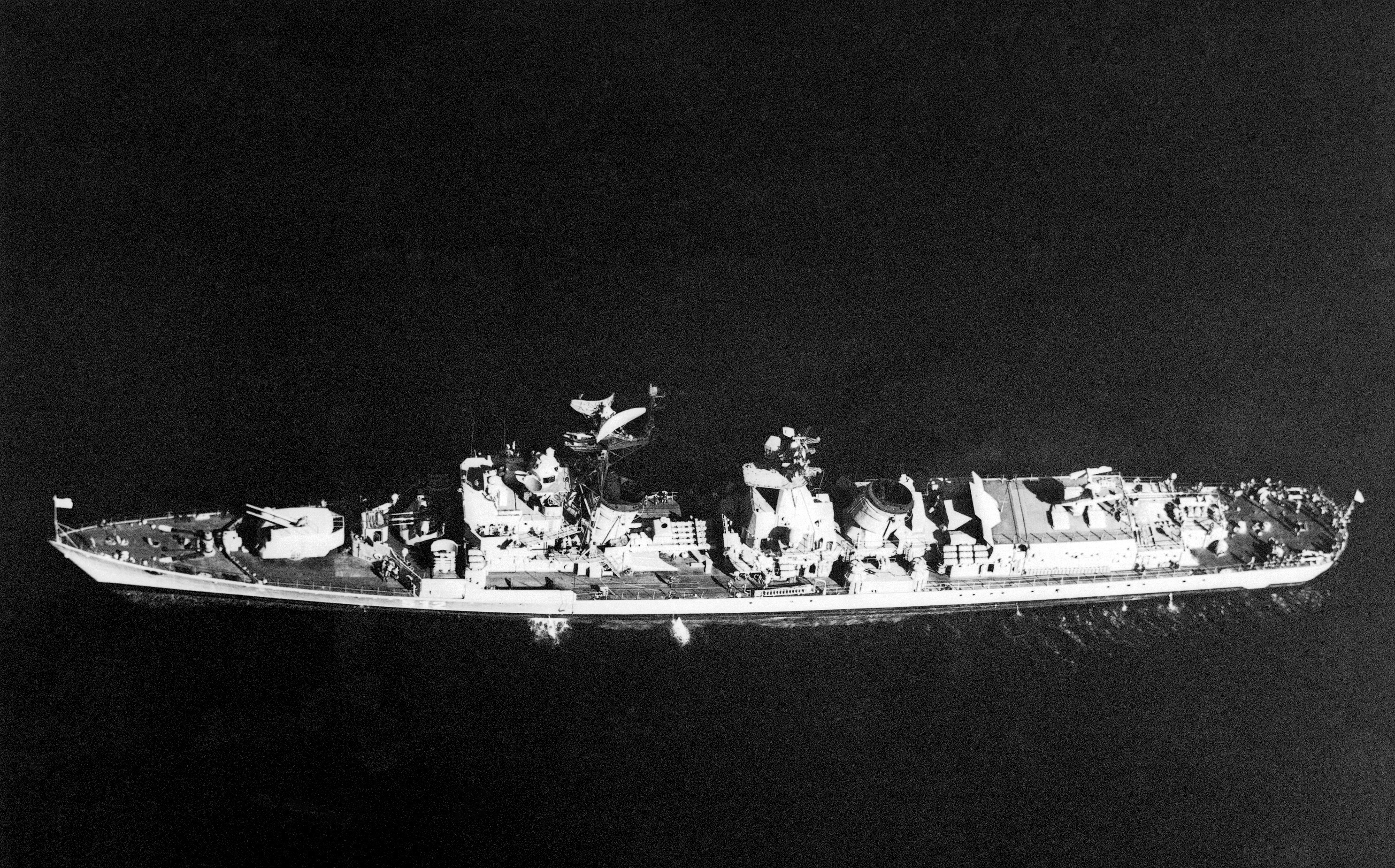
1984年10月5日に撮影された56-A型駆逐艦ソズナーテリヌイ

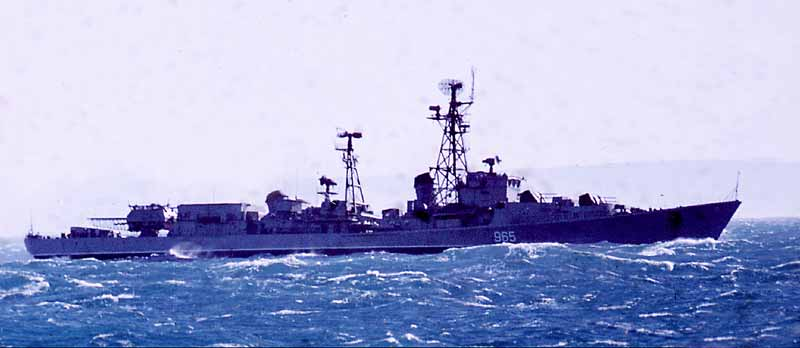
1970年1月に撮影された56-M型大型ミサイル艦ネウロヴィームイ

56型 (スポコーイヌイ級)
1953年に開始された基本型。
56-PLO型 (スポコーイヌイ級)
コトリンModに相当する、1960年に開始された近代化改修型。対潜兵器を拡充した。11 隻が改修された。
56-K型 (ブラーヴイ級)
SAMコトリンに相当する、1956年に開始された防空駆逐艦型。艦対空ミサイルM-1「ヴォルナー」を搭載した。56型として起工された「ブラーヴイ」が建造中に設計を変更された。
56-A型 (ブラーヴイ級)
1964年に開始された近代化改修型。56-K型に準じたもので、8 隻が改修された。

### 派生型
56-EM型 (ベドーヴイ級)
NATOコードネームは、キルディン型。1958年に開始された大型ミサイル艦（BRK）計画。艦対艦ミサイルKSShchを搭載した。56型として起工されたベドーヴイが建造中に設計を変更された。
56-M型 (ベドーヴイ級)
56-EM型の量産型。完成されなかった56型駆逐艦の船体を利用した大型ミサイル艦。4 隻の建造が予定されたが、4 隻目については建造中止となった。
56-U型 (ベドーヴイ級)
1978年に開始された近代化改修型。艦対艦ミサイルP-15M「テルミート」、新しい主砲となるAK-726、新しい電子戦対抗装備を搭載した。
051型 (西安級)
中華人民共和国における発展型。ソ連の41型を元に、56型を参考にして開発された。